# ریمن ریوینگ رابیدها ۲
ریمن ریوینگ رابیدها ۲ (به انگلیسی: Rayman Raving Rabbids 2) دومین قسمت از فرنچایز ریمن ریوینگ رابیدها است که در آن رابیدز قصد حمله به زمین را دارند و مقرهای خود را در نزدیکی یک مرکز خرید ایجاد کرده اند. بازیکنان این گزینه را دارند که به عنوان رابیدز یا ریمن بازی کنند که خود را به عنوان رابید مبدل کرده تا در برنامه هایشان نفوذ کند. این بازی دارای ۵۱ بازی کوچک است. این اولین بازی ریمن است که دارای امتیاز E10 + توسط ESRB است، تأکید بیشتری بر گیم پلی همزمان چند نفره در مقایسه با بازی اصلی و تابلوهای امتیازات آنلاین دارد. پس از آن ریمن ریوینگ رابیدها: تی‌وی پارتی دنبال می شود.

## طرح

### داستان
بازی با نفوذ ریمن به یک مرکز خرید بیش از حد توسط رابیدز شروع می شود. در حالی که می خواهد دزدکی حرکت کند ، او خود را مبدل می کند که دو جوراب به سر دارد ، یک سربند با دو چشم موقت و استنشاق هلیوم را در ریه های خود (به منظور پنهان کردن صدای خود ، بنابراین بیشتر با رابیدز دیگر مخلوط می شود). سپس یک قوطی نوشابه را برمی دارد و برای پرتاب کردن حواس دو نگهبان رابیدز ، آن را پرتاب می کند و یکی از پیستون های آنها را می دزد. ریمن به سقف تاسیسات صعود می کند و از طریق یک نورگیر همدم می شود و در آنجا رابیدز را مشاهده می کند که در حال مشاهده مونتاژی از زندگی روزمره انسان هستند. چند ثانیه بعد یکی از رابیدز سرش را تکان می دهد و متوجه حضور ریمن می شود. به طور تصادفی ، او به بازار می افتد و مشاهده می شود. رابیدز با چشمان شکافته رنگ (که به او پروفسور باررانکو ۳ نیز می گویند) به سمت او می رود و یک کپی اروپایی Wii از اولین بازی رابیدز های دیوانه را شلاق می زند. با نگاهی به جلد ، به نظر می رسد ریمن را تشخیص می دهد. سریع فکر می کند ، ریمن با فریاد "باا!" ، رابیدز را متقاعد می کند که او یکی از خود آنهاست. ریمن سپس به یک زیردریایی منتقل شده در هوا هدایت می شوند و او را برای حمله به محلی می برند.